# Grasnattern
Die Grasnattern (Opheodrys) sind eine Gattung der Nattern. Die Gattung setzt sich aus zwei Arten mit fünf Unterarten zusammen.
Die Arten leben vorwiegend in den USA, im südlichen Kanada sowie im nördlichen Mexiko. Die Schlangen erkennt man an ihrer satten grasgrünen Farbe und ihrer cremefarbenen oder gelben Unterseite. Sie haben einen dünnen Körper und werden kaum länger als 90 cm. Grasnattern leben oft im dichten Unterholz in der Nähe eines Gewässers. Sie vertrauen auf ihre Tarnung und werden bei Bedrohung versuchen zu flüchten. Gewöhnlich ernähren sie sich von weichen Gliederfüßern, wie Grillen, Spinnen, Motten, Tagfaltern und Grashüpfern. Die Gattung gehört zu den eierlegenden Schlangen.

## Arten
- Die „Raue Grasnatter“ (Opheodrys aestivus (Linnaeus, 1766), Syn.: Coluber aestivus)

Opheodrys aestivus ist seit der Revision durch Ernst / Ernst im Jahr 2000 eine monotypische Art, d. h., es gibt keine Unterarten der Rauen Grasnatter. Die bis 2000 geltenden Unterarten O.a. aestivus, O.a. carinatus, O.a. conanti und O.a. majalis sind nicht mehr valide/
Terra typica: Charleston, South Carolina (Schmidt, 1953)
Familie: Colubridae (Nattern)
Unterfamilie: Colubrinae (Echte Nattern)
Gattung: Opheodrys
Arten: O. aestivus
Unterarten: keine (monotypisch)
- Die „Glatte Grasnatter“ (Opheodrys vernalis (Harlan, 1827), Syn.: Coluber vernalis)

Opheodrys vernalis hatte kurzfristig einen eigenen Gattungsstatus und war taxonomisch als Liochlorophis vernalis eingeordnet, mittlerweile ist dieser wissenschaftliche Name wieder der übliche.
Die im Handel immer wieder auftauchende sog. „Chinesische Grasnatter“ (Cyclophiops sp.) ist nicht mit den nordamerikanischen Grasnatter (Opheodrys bzw. Liochlorophis) verwandt.